# Ophiozonella falklandica
Ophiozonella falklandica is een slangster uit de familie Ophiolepididae.
De wetenschappelijke naam van de soort werd in 1936 gepubliceerd door Theodor Mortensen.